# باو لیک ویلیج (نیوهمپشایر)
باو لیک ویلیج (به انگلیسی: Bow Lake Village) یک منطقهٔ مسکونی در ایالات متحده آمریکا است که در شهرستان استرافورد، نیوهمپشایر واقع شده‌است. باو لیک ویلیج ۱۵۷٫۸۹ متر بالاتر از سطح دریا واقع شده‌است.